# Ángel López
Ángel David López Ruano (Las Palmas de Gran Canaria, 10 maart 1981) - voetbalnaam Ángel - is een Spaans betaald voetballer die bij voorkeur in de verdediging speelt. Hij verruilde in 2007 Celta de Vigo voor Villarreal CF. Op 15 november 2006 debuteerde hij tegen Roemenië in het Spaans voetbalelftal.

## Clubvoetbal
Ángel debuteerde in het seizoen 1998/1999 in het profvoetbal in het tweede elftal van UD Las Palmas. In hetzelfde seizoen debuteerde hij daarvoor ook in de hoofdmacht, die destijds in de Segunda División A speelde. Ángel kwam na de promotie van het eerste elftal naar de Primera División definitief bij de hoofdmacht. In januari 2003 werd hij vervolgens gecontracteerd door Celta de Vigo. Daarmee speelde Ángel in het seizoen 2003/2004 in de UEFA Champions League, waarin de achtste finales werden gehaald, maar de verdediger degradeerde dat jaar ook met de club naar de Segunda División A. Van 2005 tot 2007 speelde Ángel met Celta de Vigo weer in de Primera División. Na weer een degradatie van de club in 2007 vertrok Ángel naar Villarreal CF.

## Statistieken
| seizoen | club          | land            | competitie         | wed. | goals |
| ------- | ------------- | --------------- | ------------------ | ---- | ----- |
| 1998/99 | Las Palmas B  | Vlag van Spanje | Tercera División   | ?    | ?     |
| 1998/99 | UD Las Palmas | Vlag van Spanje | Segunda División A | 3    | 0     |
| 1999/00 | Las Palmas B  | Vlag van Spanje | Tercera División   | ?    | ?     |
| 2000/01 | UD Las Palmas | Vlag van Spanje | Primera División   | 30   | 0     |
| 2001/02 | UD Las Palmas | Vlag van Spanje | Primera División   | 32   | 0     |
| 2002/03 | UD Las Palmas | Vlag van Spanje | Segunda División A | 17   | 1     |
| 2002/03 | Celta de Vigo | Vlag van Spanje | Primera División   | 15   | 0     |
| 2003/04 | Celta de Vigo | Vlag van Spanje | Primera División   | 31   | 0     |
| 2004/05 | Celta de Vigo | Vlag van Spanje | Segunda División A | 41   | 2     |
| 2005/06 | Celta de Vigo | Vlag van Spanje | Primera División   | 37   | 2     |
| 2006/07 | Celta de Vigo | Vlag van Spanje | Primera División   | 35   | 2     |
| 2007/08 | Villarreal CF | Vlag van Spanje | Primera División   | 20   | 0     |
| 2008/09 | Villarreal CF | Vlag van Spanje | Primera División   | 21   | 0     |
| 2009/10 | Villarreal CF | Vlag van Spanje | Primera División   | 24   | 1     |
| Totaal: |               |                 |                    | 306  | 8     |

1 Cillessen ·
2 Park ·
3 Mármol ·
4 Suárez ·
5 J. Muñoz ·
6 González ·
7 Pejiño ·
8 Campaña ·
9 Cardona ·
10 Moleiro ·
11 B. Ramírez ·
12 Loiodice ·
13 Horkaš ·
14 Fuster ·
15 McKenna ·
16 McBurnie ·
17 Mata ·
18 Rozada ·
19 S. Ramírez ·
20 Rodríguez  ·
21 Gil ·
22 Sinkgraven ·
23 Á. Muñoz ·
24 Januzaj ·
25 Valles ·
28 Herzog ·
29 Essugo ·
37 Silva ·
Coach: Carrión
· Assistent-coach: Cisma